# لكرينات (أولاد حجاج الترس)
لكرينات هو دُوَّار يقع بجماعة سيدي المكي، إقليم برشيد، جهة الدار البيضاء سطات في المملكة المغربية. ينتمي الدوّار لمشيخة أولاد حجاج الترس التي تضم 22 دوار. يقدر عدد سكانه بـ 309 نسمة حسب الإحصاء الرسمي للسكان والسكنى لسنة 2004.

## روابط خارجية
- البوابة الوطنية للجماعات الترابية نسخة محفوظة 12 مارس 2018 على موقع واي باك مشين.
- المندوبية السامية للتخطيط